# Acacia dimidiata
Acacia dimidiata — вид квіткових рослин з родини бобових. Ареал: Австралія (Новий Південний Уельс, Вікторія).

## Середовище проживання
Росте у відкритому лісі.

## Біоморфологічна характеристика
Дерево зазвичай досягає 2–4 метрів у висоту. Його гілочки сріблясті, ребристі і густо запушені. Цвіте з березня по липень, плодоносить з серпня по жовтень. Його прилистки стійкі, коричневі та волохаті. Філодії асиметричні, найширші під серединою, довжиною 70–155 міліметрів і шириною 35–95 міліметрів. Є чотири-п'ять первинних жилок, що відходять від основи філодії. Суцвіття — насичено-жовті колоски в пазухах листя. Росте у відкритому лісі.